# Santiago Minas
Santiago Minas är en kommun i Mexiko.   Den ligger i delstaten Oaxaca, i den sydöstra delen av landet, 400 km sydost om huvudstaden Mexico City.
Följande samhällen finns i Santiago Minas:
- Corral de Piedra
- Cacalote